# Cirillo Manicardi
Cirillo Manicardi (Massenzatico, 9 dicembre 1856 – Reggio Emilia, 27 maggio 1925) è stato un pittore italiano di oli e acquerelli, principalmente di interni di genere.

## Biografia

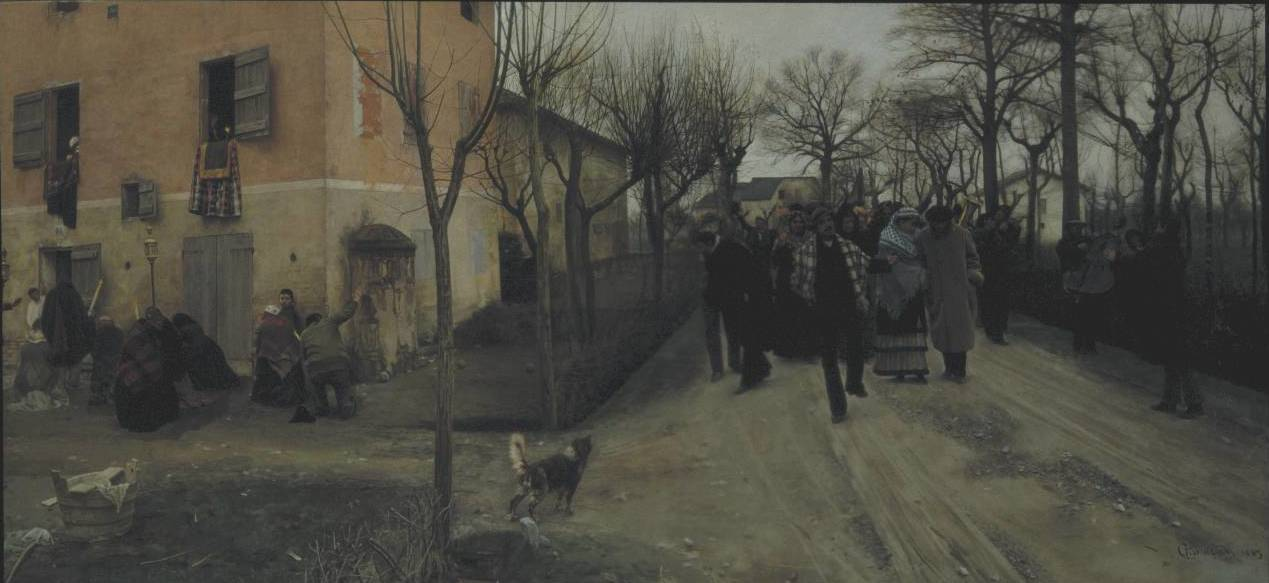
Così va il mondo, 1883. Musei civici di Reggio Emilia.

Nacque nel 1856 a Massenzatico, poi frazione di Reggio Emilia, figlio di Biagio Manicardi e Margherita Bertani.
Studiò inizialmente presso la scuola di belle arti di Reggio, sotto l'incisore Romualdo Belloli, che lo esortò al proseguimento degli studi d'arte. Si iscrisse dunque all'Accademia di Modena nel 1876. Studiò per due anni a Firenze, dal 1880 al 1882.
Nel 1884 espose a Torino Così va il mondo!, che aveva dipinto durante il suo soggiorno fiorentino. Nel 1887 all'Esposizione nazionale artistica di Venezia espose il Coro di chiesa. Nello stesso anno fece ritorno a Reggio Emilia, dove ottenne l'abilitazione all'insegnamento e insegnò alla Scuola di belle arti e successivamente ne fu il direttore.
Si sposò tre volte. Morì nel 1925 a Reggio Emilia.

## Opere
(Elenco parziale)
- Il futuro artista, 1882.
- Così va il mondo, Firenze, 1883. Musei civici di Reggio Emilia.
- Il funerale del vicino, 1883.
- Coro di chiesa, 1887.
- Le Naiadi, 1887, Musei civici di Reggio Emilia.
- Fauno trascinato dalle ninfe, 1887, Musei civici di Reggio Emilia.
- Cena neroniana
- Mattino triste, 1890, Musei civici di Reggio Emilia.
- Affreschi delle Storie matildiche per la sala centrale, Castello Dondena Bagnoli, Iano di Scandiano (Reggio Emilia), 1891-1892.
- O povero fiore, 1898.
- Autoritratto, 1900 circa.